# 扬内·斯特凡松
扬内·斯特凡松（瑞典語：Janne Stefansson，1935年3月19日—），瑞典男子越野滑雪运动员。他曾代表瑞典参加1960年和1964年冬季奥林匹克运动会越野滑雪比赛，获得一枚金牌。